# Hedychium venustum
Hedychium venustum är en enhjärtbladig växtart som beskrevs av Robert Wight. Hedychium venustum ingår i släktet Hedychium och familjen Zingiberaceae. Inga underarter finns listade i Catalogue of Life.